# Kōji Hashimoto
Kōji Hashimoto (橋本 幸治, Hashimoto Kōji) est un réalisateur japonais né le 21 janvier 1936 à Ashikaga dans la préfecture de Tochigi et mort le 9 janvier 2005.

## Biographie
Kōji Hashimoto fait ses études à l'université Waseda. Il a réalisé dix-huit films entre 1966 et 1984.

## Filmographie sélective
- 1984 : Sayonara Jupiter (さよならジュピター, Sayonara Jupitā?), co-réalisé avec Sakyō Komatsu
- 1984 : Le Retour de Godzilla (ゴジラ, Gojira?)